# Prix du meilleur comédien du Syndicat de la critique
 (avril 2024).
Si vous disposez d'ouvrages ou d'articles de référence ou si vous connaissez des sites web de qualité traitant du thème abordé ici, merci de compléter l'article en donnant les références utiles à sa vérifiabilité et en les liant à la section « Notes et références ».
Le Prix du meilleur comédien du Syndicat de la critique est une distinction artistique française décernée aux acteurs de théâtre de l'année.

## Palmarès
- 1962/1963 : Pierre Fresnay dans Le Neveu de Rameau, Théâtre de la Michodière
- 1963/1964 : André Weber dans Comment va le monde, Môssieu ? Il tourne, Môssieu de François Billetdoux, mise en scène de l'auteur, Théâtre de l'Ambigu-Comique
- 1964/1965 : Raymond Gérôme dans Qui a peur de Virginia Woolf ? d'Edward Albee, Théâtre de la Renaissance
- 1965/1966 : Philippe Avron dans L'Idiot d'après Fiodor Dostoïevski, Théâtre de l'Atelier
- 1966/1967 : Michel Bouquet dans Témoignage irrecevable de John Osborne, Théâtre des Mathurins
- 1967/1968 : non décerné
- 1968/1969 :Jean-Pierre Marielle dans Guerre et paix dans le café Sneffle de Remo Forlani, Théâtre La Bruyère et Marcel Maréchal pour les spectacles du Théâtre du Cothurne de Lyon
- 1969/1970 : Jean Rochefort dans Un jour dans la mort de Joe Egg de Peter Nichols, Théâtre de la Gaîté-Montparnasse
- 1970/1971 : Claude Rich dans Hadrien VII de Peter Luke, Théâtre de Paris
- 1971/1972 : Robert Hirsch dans Richard III de William Shakespeare, Comédie-Française
- 1972/1973 : Jean-Pierre Marielle dans Un pape à New York de John Guare, Théâtre de la Gaîté-Montparnasse
- 1973/1974 : Bernard Fresson dans Butley de Simon Gray, Théâtre de la Gaîté-Montparnasse
- 1974/1975 : Laurent Terzieff pour ses interprétations à la Compagnie Renaud-Barrault dont Christophe Colomb de Paul Claudel, Théâtre d'Orsay
- 1975/1976 : Michel Bouquet dans Monsieur Klebs et Rozalie de René de Obaldia, Théâtre de l'Œuvre
- 1976/1977 : Alain Ollivier dans Iphigénie Hôtel de Michel Vinaver, Centre Pompidou et Travail à domicile de Franz Xaver Kroetz, Petit TEP
- 1977/1978 : Gérard Desarthe dans Jean-Jacques Rousseau de Jean Jourdheuil et Bernard Chartreux, Petit Odéon
- 1978/1979 : Roland Bertin dans Les Trois Sœurs d'Anton Tchekhov, Théâtre de la Ville et Avec ou sans arbres de Jeannine Worms, Petit Athénée
- 1979/1980 : José-Maria Flotats dans Une drôle de vie de Brian Clark, Théâtre Antoine
- 1980/1981 : Philippe Clévenot dans Edouard II de Christopher Marlowe, Théâtre de Gennevilliers
- 1981/1982 : Patrick Chesnais dans Le Bleu de l'eau de vie de Carlos Semprún Maura, Petit Odéon
- 1982/1983 : Michel Bouquet dans Le Neveu de Rameau de Denis Diderot, Théâtre de l'Atelier
- 1983/1984 : Michel Piccoli dans Terre étrangère d'Arthur Schnitzler, Théâtre des Amandiers
- 1984/1985 : Gérard Desarthe dans L'Illusion comique de Corneille, Théâtre de l'Odéon et Le Misanthrope de Molière, MC93 Bobigny
- 1985/1986 : Georges Bigot dans L'Histoire terrible mais inachevée de Norodom Sihanouk, roi du Cambodge d'Hélène Cixous, Théâtre du Soleil-Cartoucherie
- 1986/1987 : Didier Sandre dans Madame de Sade de Mishima, reprise à l'Athénée et Le Mariage de Figaro de Beaumarchais, Théâtre national de Chaillot
- 1987/1988 : André Marcon dans Baal de Bertolt Brecht, TNP Villeurbanne et Discours aux animaux de Valère Novarina, Théâtre de la Bastille
- 1988/1989 : Sami Frey dans Je me souviens de Georges Perec, Théâtre Mogador
- 1989/1990 : Roland Bertin dans Galileo Galilei de Bertolt Brecht, Comédie-Française
- 1990/1991 : Serge Merlin dans Le Réformateur de Thomas Bernhard, MC93 Bobigny
- 1991/1992 : Jean-Quentin Châtelain dans Mars de Fritz Zorn, Centre culturel suisse
- 1992/1993 : Jean-Marc Bory dans La Compagnie des hommes de Théâtre de la Ville et Les Marchands de gloire de Marcel Pagnol, Théâtre de Lyon
- 1993/1994 : David Warrilow dans Compagnie de Samuel Beckett, Odéon-Théâtre de l'Europe, Petit Odéon
- 1994/1995 : Jean-Yves Dubois dans Mille francs de récompense de Victor Hugo, et La Thébaïde de Racine, Comédie-Française
- 1995/1996 : Andrzej Seweryn dans L'Homme difficile de Hugo von Hofmannsthal, Théâtre national de la Colline
- 1996/1997 : Olivier Perrier dans Tout comme il faut de Luigi Pirandello, Théâtre Hébertot
- 1997/1998 : Maurice Bénichou dans Je suis un phénomène d'après Alexandre Louria, adaptation Marie-Hélène Estienne et Peter Brook, Théâtre des Bouffes-du-Nord, et Carlo Brandt dans Chek-Up d'Edward Bond, Dans la compagnie des hommes d'Edward Bond, et Les gens déraisonnables sont en voie de disparition de Peter Handke, Théâtre de la Colline
- 1998/1999 : Niels Arestrup dans Copenhague de Michael Frayn, Théâtre Montparnasse
- 1999/2000 : Jean-Quentin Châtelain dans Premier Amour de Samuel Beckett, Théâtre Vidy-Lausanne, Théâtre de la Bastille, et Des couteaux dans les poules de David Harrower, Théâtre des Amandiers
- 2000/2001 : Éric Elmosnino dans Monsieur Armand dit Garrincha de Serge Valletti, Odéon-Théâtre de l'Europe
- 2001/2002 : Hugues Quester dans Six personnages en quête d'auteur de Luigi Pirandello, Théâtre de la Ville
- 2002/2003 : Pierre Vaneck dans RitterDeneVoos (Déjeuner chez Wittgenstein) de Thomas Bernhard, Théâtre de l'Athénée et Hysteria de Terry Johnson, Théâtre Marigny
- 2003/2004 : Marcial Di Fonzo Bo dans Dernières nouvelles de Mataderos, chantier argentin, Théâtre des Amandiers, et Le Couloir de Philippe Minyana, Théâtre Ouvert
- 2004/2005 : Alain Libolt dans La Version de Browning de Terence Rattigan, Théâtre de la Commune d'Aubervilliers
- 2005/2006 : Michel Fau dans Illusions comiques d'Olivier Py
- 2006/2007 : Michel Vuillermoz dans Cyrano de Bergerac d'Edmond Rostand, Comédie-Française
- 2007/2008 : Laurent Poitrenaux dans Ébauche d'un portrait d'après le journal de Jean-Luc Lagarce
- 2008/2009 : Hervé Pierre dans La Grande Magie d’Eduardo De Filippo, Comédie-Française
- 2009/2010 : Jean-Quentin Châtelain pour Ode maritime de Fernando Pessoa, mise en scène Claude Régy, et Serge Merlin pour Minetti de Thomas Bernhard, mise en scène Gerold Schumann et Extinction de Thomas Bernhard, mise en scène Alain Françon et Blandine Masson
- 2010/2011 : Micha Lescot dans Les Chaises d'Eugène Ionesco, mise en scène Luc Bondy, Théâtre Vidy-Lausanne, Théâtre Nanterre-Amandiers
- 2011/2012 : Claude Duparfait dans Des arbres à abattre, d'après le roman de Thomas Bernhard, mis en scène de Claude Duparfait et de Célie Pauthe, Théâtre national de la Colline
- 2012/2013 : Nicolas Bouchaud dans Le Misanthrope de Molière, mise en scène Jean-François Sivadier, Théâtre national de Bretagne, Odéon-Théâtre de l'Europe
- 2013/2014 : Philippe Torreton dans Cyrano de Bergerac d'Edmond Rostand, mise en scène Dominique Pitoiset, Théâtre national de Bretagne, Odéon-Théâtre de l'Europe
- 2014/2015 : Micha Lescot dans Ivanov d'Anton Tchekhov, mise en scène Luc Bondy, Odéon-Théâtre de l'Europe
- 2015/2016 : Charles Berling dans Vu du pont d'Arthur Miller, mise en scène Ivo van Hove, Odéon-Théâtre de l'Europe (Ateliers Berthier)
- 2016-2017 : Gérard Watkins dans Songes et Métamorphoses, création de Guillaume Vincent d’après Ovide et Shakespeare (Théâtre de l’Odéon – Ateliers Berthier)
- 2017-2018 : Benjamin Lavernhe dans Les Fourberies de Scapin de Molière, mise en scène Denis Podalydès (Comédie-Française – salle Richelieu).
- 2018-2019 : Nicolas Bouchaud dans Démons de Fédor Dostoïevski, mise en scène de Sylvain Creuzevault et dans Un ennemi du peuple d’Henrik Ibsen, mise en scène de Jean-François Sivadier, Théâtre de l’Odéon
- 2019/2020 : André Marcon dans Anne-Marie Beauté de Yasmina Reza[1]
- 2020-2021 : Didier Sandre dans La Messe là-bas de Paul Claudel et Etienne Minoungou dans Traces, discours aux nations africaines de Felwine Sarr[2]
- 2021-2022 : Adama Diop dans La Cerisaie d’Anton Tchekhov, mise en scène de Tiago Rodrigues[3]
- 2022/2023 : Gilles Privat dans En attendant Godot de Samuel Beckett, mise en scène Alain Françon[4]
- 2023/2024 : Hervé Pierre dans Moman – Pourquoi les méchants sont méchants ? de Jean-Claude Grumberg, mise en scène de Noémie Pierre, Hervé Pierre et Clotilde Mollet[5]